# Bayramuşağı, Mucur
Bayramuşağı là một xã thuộc huyện Mucur, tỉnh Kırşehir, Thổ Nhĩ Kỳ. Dân số thời điểm năm 2010 là 116 người.